# (10609) Hirai
(10609) Hirai est un astéroïde de la ceinture principale.

## Description
(10609) Hirai est un astéroïde de la ceinture principale. Il fut découvert le 28 novembre 1996 à Kuma Kogen par Akimasa Nakamura. Il présente une orbite caractérisée par un demi-grand axe de 2,70 UA, une excentricité de 0,20 et une inclinaison de 10,5° par rapport à l'écliptique.

## Compléments